# 蜂須賀笛子
蜂須賀 笛子（はちすか ふえこ、1898年（明治31年）12月24日 - 1937年（昭和12年）9月16日）は、日本の国文学者。男爵・松田正之の妻。父は蜂須賀正韶。母は徳川慶喜の娘の蜂須賀筆子。姉は蜂須賀年子。東京都出身。

## 生涯
蜂須賀正韶と蜂須賀筆子の二女としで生まれ、幼いころより和歌や文学を学ぶ。後に男爵・松田正之と結婚したが離婚している。
1931年（昭和6年）に実践女学校の習字教師となる。蜂須賀家に所蔵されていた阿波国文庫本『松浦宮物語』を、1935年（昭和10年）1月25日に岩波文庫にて刊行、本文に解説をつけ、同物語の近代における研究成果を上げた。
1937年（昭和12年）9月16日、熱海市の蜂須賀別邸で病死。享年40。

## 系譜
- 父：蜂須賀正韶
- 母：蜂須賀筆子 - 徳川慶喜の四女
- 外祖父：徳川慶喜
- 祖父：蜂須賀茂韶
- 妹弟：
蜂須賀年子 - 子爵・松平康春（津山松平家当主・松平康民の次男で継嗣） に嫁いだが後に離婚。
蜂須賀小枝子 - 子爵・佐竹義種の妻
蜂須賀正氏 - 鳥類学者
- 配偶者：男爵・松田正之
- 娘：賀陽朝子 - 賀陽治憲の妻

## 校訂
- 『松浦宮物語』岩波文庫、1935年。